# Franciszek Roguszczak
Franciszek Roguszczak (ur. 11 listopada 1880 w Górze, zm. 24 listopada 1941 w Krakowie) – polski działacz polityczny i społeczny, publicysta, powstaniec śląski, założyciel Narodowej Partii Robotniczej na Śląsku, poseł na Sejm I, II i III kadencji w II RP oraz poseł na Sejm Śląski II kadencji. Wicemarszałek Sejmu Śląskiego w 1930.

## Życiorys
Pochodził z rodziny rolniczej. Skończył szkołę powszechną i Polski Uniwersytet Ludowy. W młodości wyemigrował do Westfalii, gdzie pracował jako górnik i działał w polskich towarzystwach i organizacjach związkowych m.in. w Zjednoczeniu Zawodowym Polskim. Podczas I wojny światowej służył w wojsku niemieckim na froncie zachodnim i wschodnim (9 pułk ułanów). W Niemczech był radnym dzielnicy Wattenscheid w Bochum.
Po powrocie do Polski podjął współpracę z Polskim Komitetem Plebiscytowym. Uczestniczył w III powstaniu śląskim. Był radnym Katowic i członkiem Polskiego Towarzystwa Gimnastycznego „Sokół”. Publikował artykuły w „Wiarusie Polskim”, „Polaku” i „Głosie Porannym”. Zaangażował się w tworzenie struktur Narodowego Stronnictwa Robotników i Narodowej Partii Robotniczej na Górnym Śląsku. W 1922 został szefem Narodowej Partii Robotniczej w okręgu katowickim. W tym samym roku dostał się do Sejmu z listy państwowej NPR. W Sejmie pracował w komisji opieki społecznej. Był zdecydowanym przeciwnikiem zamachu majowego i rządów sanacyjnych. W wyborach w 1928 odnowił mandat poselski w okręgu wyborczym nr 40 (Cieszyn). Został prezesem klubu NPR w Sejmie. Pracował w komisji administracyjnej i w komisji przemysłowo-handlowej. W 1930 został ponownie posłem z tego samego okręgu. Uzyskał też mandat posła na Sejm Śląski II kadencji. W Sejmie Śląskim pełnił funkcję wicemarszałka. Nie dostał się do Sejmu Śląskiego III kadencji, po raz kolejny mandat objął po zrzeczeniu się go przez posła Jana Szulika. W 1933 wystąpił z Narodowej Partii Robotniczej na znak protestu przeciwko zbyt ugodowej polityce względem władz sanacyjnych. W kwietniu 1935 został kierownikiem okręgu śląskiego Zjednoczenia Zawodowego „Praca Polska”. Następnie wycofał się z aktywnej działalności politycznej, choć jeszcze w 1937 został członkiem Stronnictwa Pracy.
W styczniu 1941 został wysiedlony przez Niemców ze Śląska do Małopolski. Przebywał w Tarnowie, żeby ostatecznie osiąść w Krakowie. Tam też zmarł 24 listopada 1941. Został pochowany na cmentarzu Podgórskim.

## Życie prywatne
Był synem Andrzeja i Marianny ze Stankiewiczów. Ożenił się z Marią z Borowiaków z którą miał dwóch synów: Józefa (dr nauk ekonomicznych, podporucznik WP zamordowany w Katyniu) i Edmunda oraz córkę Reginę.